# Top (Oberteil)

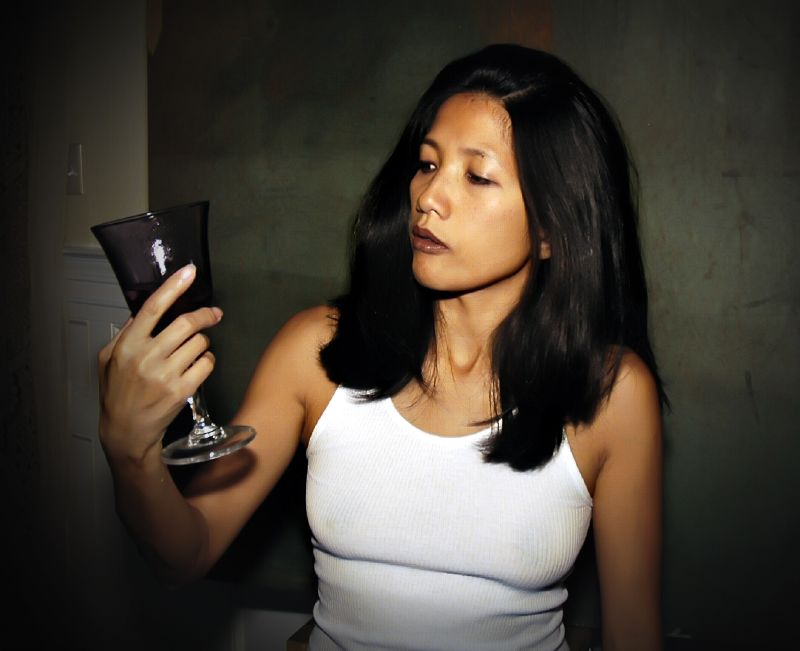
Frau mit weißem Top

Ein Top ist ein meist ärmelloses Oberteil in der Damen- und Herrenmode.

## Varianten

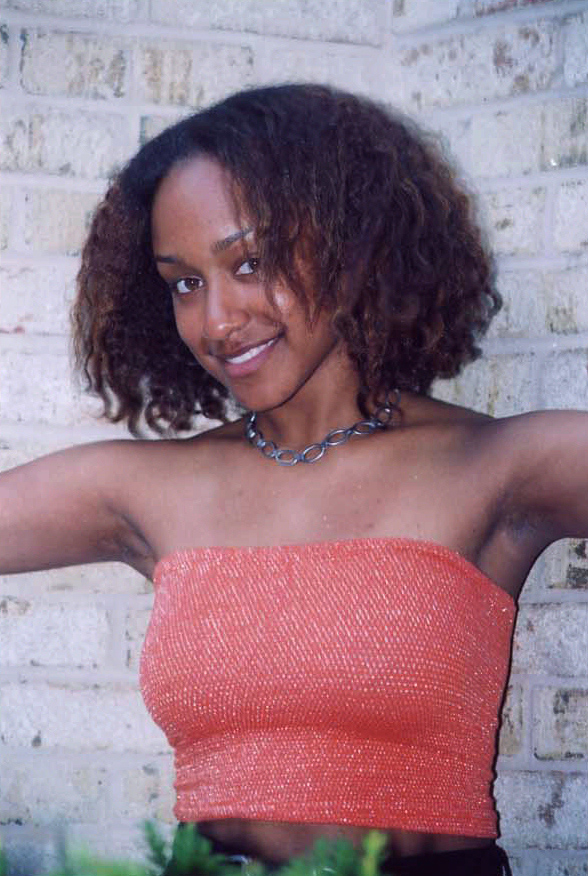
Rotes Tube-Top, schulterfrei

Tops gibt es in den verschiedensten Variationen, denen jedoch stets das Fehlen von Ärmeln gemein ist. Die meisten Tops sind mit Trägern versehen, wie Spaghettiträger- oder Neckholder-Tops; es existieren auch trägerlose Formen, beispielsweise Tube-Tops, die durch ihre elastische Schlauchform (englisch tube) eng am Körper gehalten werden. Die Anordnung am Körper findet sich in Formen, die an den Armen tiefer ansetzen („schulterfrei“) oder bereits oberhalb der Taille enden („bauchfrei“). Farblichen Variationen, Grafiken oder Beschriftungen auf Tops sind keine Grenzen gesetzt.
Tops werden sowohl zu Röcken als auch zu Jeans oder gar feinen Hosen getragen. Sie eignen sich als Unterzieher unter Blazer, offen getragener Bluse oder Jacken, werden aber ebenso als alleinige Bekleidung des Oberkörpers im Sommer, in der Freizeit, zum Sport, in der Disco oder auf Partys getragen. Vor allem junge Frauen ziehen Tops klassischen T-Shirts vor.
In der Herrenbekleidung sind vor allem Tank-Tops und Rag-Tops verbreitet, besonders in der Bodybuilding-Szene erfreuen sie sich Beliebtheit. Im Gegensatz zu Tank-Tops sind Rag Tops oft bauchfrei, können aber im Gegensatz zu anderen Tops Ärmel haben. Sie basieren auf Sweatshirts, deren Bündchen abgeschnitten sind, oder sehen so aus, als seien sie so entstanden.

## Begriffe
Dem eingedeutschten Begriff „Top“ entspricht in der englischen Sprache das tank top, während top im Englischen für jegliche Art von Oberteil, also nicht nur für ärmellose Tops, steht. Der Begriff tank top, entstanden 1968 aus dem Namen für ein hemdartiges Oberteil eines Badeanzugs (tank suit – der englische Begriff swimming tank bezeichnete um 1920 ein Schwimmbecken), wiederum hält auch im deutschen Sprachgebrauch, besonders in Bekleidungskatalogen, Einzug.